# پونتیاک وایب
پونتیاک ویبه (Pontiac Vibe) یک خودروی کامپکت است که از سال ۲۰۰۲ تا ۲۰۱۰ توسط شرکت خودروسازی پونتیاک فروخته می‌شد.